# Nagy Róbert (színművész)
Nagy Róbert (Szeged, 1986. április 18. –) magyar színész.

## Életpályája
A mezőberényi Petőfi Sándor Gimnáziumban érettségizett. Színi tanulmányait Békéscsabán a Fiatal Színházművészeti Szakközépiskolában és a Pesti Magyar Színiakadémián folytatta, 2012-től színművész. Békéscsabán Kara Tünde és Czitor Attila osztályában végzett. Magyar-drámapedagógiai diplomáját az Eszterházy Károly Főiskolán szerezte. A Békéscsabai Jókai Színház művésze, játszott a szarvasi Cervinus Teátrumban és Budapesten a Spirit Színházban is. 2022-2025 között a Színház- és Filmművészeti Egyetem drámainstruktor szakos hallgatója.

## Fontosabb színházi szerepei
- William Shakespeare: Lear király... Frankföld királya
- Molière: Fösvény... Valér
- Friedrich Schiller: Stuart Mária... Aubespine gróf, francia nagykövet
- Szophoklész: Antigoné... Kreón
- Arany János - Zalán Tibor: Toldi... Laczfi
- Csokonai Vitéz Mihály: Az özvegy Karnyóné és a két szeleburdiak... Kuruzs
- Katona József: Bánk bán... Rendfenntartó; Rendbontó
- Örkény István: Macskajáték... Pincér
- Tamási Áron: Ősvigasztalás... Három legényke; Törvénybírák; Csendőrök; Nép
- Wolfgang Amadeus Mozart: Varázsfuvola... II. Pap
- Kálmán Imre: Csárdáskirálynő... Gavallér
- Kálmán Imre: Marica grófnő... gróf Liebenberg István
- Madách Imre: Az ember tragédiája... Ádám
- Farkas Ferenc: Csínom Palkó... Peták, Kondoros, Lange őrnagy
- E. T. A. Hoffmann – Szurdi Miklós – Szomor György: Diótörő és az Egérkirály... Búgócsiga; Londiner; Ludwig
- Grimm fivérek – Kerstin Slawek: A széttáncolt cipellők... Démon
- John Van Druten – Christopher Isherwood – Joe Masteroff – John Kander – Fred Ebb: Kabaré... Max; Matróz
- Dale Wassermann – Joe Darion – Mitch Leigh: La Mancha lovagja... Anselmo, a borbély
- Boldizsár Iván – Szörényi Levente – Bródy János: István, a király... Bese
- Dés László – Geszti Péter – Békés Pál: A dzsungel könyve... Maugli
- Bartus Gyula: Életek árán... Petőfi, Benedek
- Bartus Gyula – Benedekfi Zoltán – Benedekfi István: Lovak... Roger
- Rejtő Jenő – Darvas Benedek – Varró Dániel – Hamvai Kornél: Vesztegzár a Grand Hotelben... Raverdan márki
- Ifj. Mlinár Pál – Falusi László: Ládafia... Udvari hoppmester
- Szarka Gyula – Zalán Tibor: Az igazmondó juhász és az aranyszőrű bárány... Mátyás király
- Zalán Tibor: Hetvenhét... Kamarás
- Zalán Tibor: Ének Igorról és csapatáról... Hetedik-A sámán
- Zalán Tibor: A szegény csizmadia és a szélkirály... Koma
- Urbán Gyula: Egerek... Albin papa
- Tahir Mujičič – Boris Senker – Nino Škrabe: Trenk, avagy a vad báró... Pavunović, Pantelie, a dezertált pandúr
- Ivan Holub: Javor vitéz avagy mese a régmúlt időkből... Lütyő, Vadöreg
- Georges Feydeau: Bolha a fülbe... Étienne
- Neil Simon – Cy Coleman – Dorothy Fields: Sweet Charity... Vittorio Vital
- Kerstin Slawek – Dorotty Szalma – Gulyás Levente: Sárkány a szekrényben... Smok, az alkimista tanítványa
- Belinszki Zoltán – Gulyás Levente – Varga Viktor: Holle anyó... Jakub
- William Somerset Maugham – Nádas Gábor – Szenes Iván: Imádok férjhez menni... Mr. Paton
- Koltay Gergely – Szűts István: A Megfeszített... Tanítvány
- Loleh Bellon: A csütörtöki hölgyek... Jean
- Páskándi Géza: Lélekharang... Ferencz József; Vallató
- Helene Wildfell: A lányom pasiját szeretem... Dr. William Matthews
- Csikós Attila: Két összeillő ember... Szécsi Pál
- Theodor Mouche – Stella Adorján – Békeffi István: Pezsgős vacsora... Kálmán, színész
- Fenyő Miklós – Tasnádi István: Made in Hungária... Jerry Lee Lewis
- Koltay Gábor – Koltay Gergely – Kormorán együttes: Trianon... Károlyi Mihály; Kós Károly

## Filmek, tv
- Örkény István: Macskajáték (színházi előadás tv-felvétele)
- Elk*rtuk (2021) ...Biztonsági őr
- Oltári történetek (2022) ...Winter Gábor
- Drága örökösök – A visszatérés (2024) ...Sejk
- A mi kis falunk (2025) ...Bútorszállító

## Szinkron
- Testvérek: Doruk Atakul (Onur Seyit Yaran)